# فرودگاه تری-استیت شهرستان استوبین
فرودگاه تری-استیت استوبین کانتی (به انگلیسی: Tri-State Steuben County Airport) یک فرودگاه همگانی باربری با کد یاتا ANQ است که یک باند فرود آسفالت دارد و طول باند آن ۱۳۸۴ متر است. این فرودگاه در شهر آنگولا، ایندیانا کشور ایالات متحده آمریکا قرار دارد و در ارتفاع ۳۰۳ متری از سطح دریا واقع شده است.